# Pasul Predeluș (Munții Baiului)
Pasul Predeluș (Munții Baiului), este o trecătoare situată în Carpaților Orientali la altitudinea de 1298 m (1295 m după altă sursă), la limita dintre Munții Gârbova (Baiului) (aflați la vest) și Munții Grohotiș (aflați la est) și, care face legătura dintre Depresiunea Brașovului (prin valea Doftanei Ardelene) și sudul României prin valea Doftanei Prahovene.

## Date geografice
Trecătoarea este situată pe axa N → S, la nivelul porțiunii de contact dintre Piciorul Predelușului (1483 m, din Munții Neamțului − subunitate a Munților Baiului, respectiv 1486 m după altă sursă), aflat la vest și, Muntele Prisciu (din Munții Grohotiș, 1557 m).

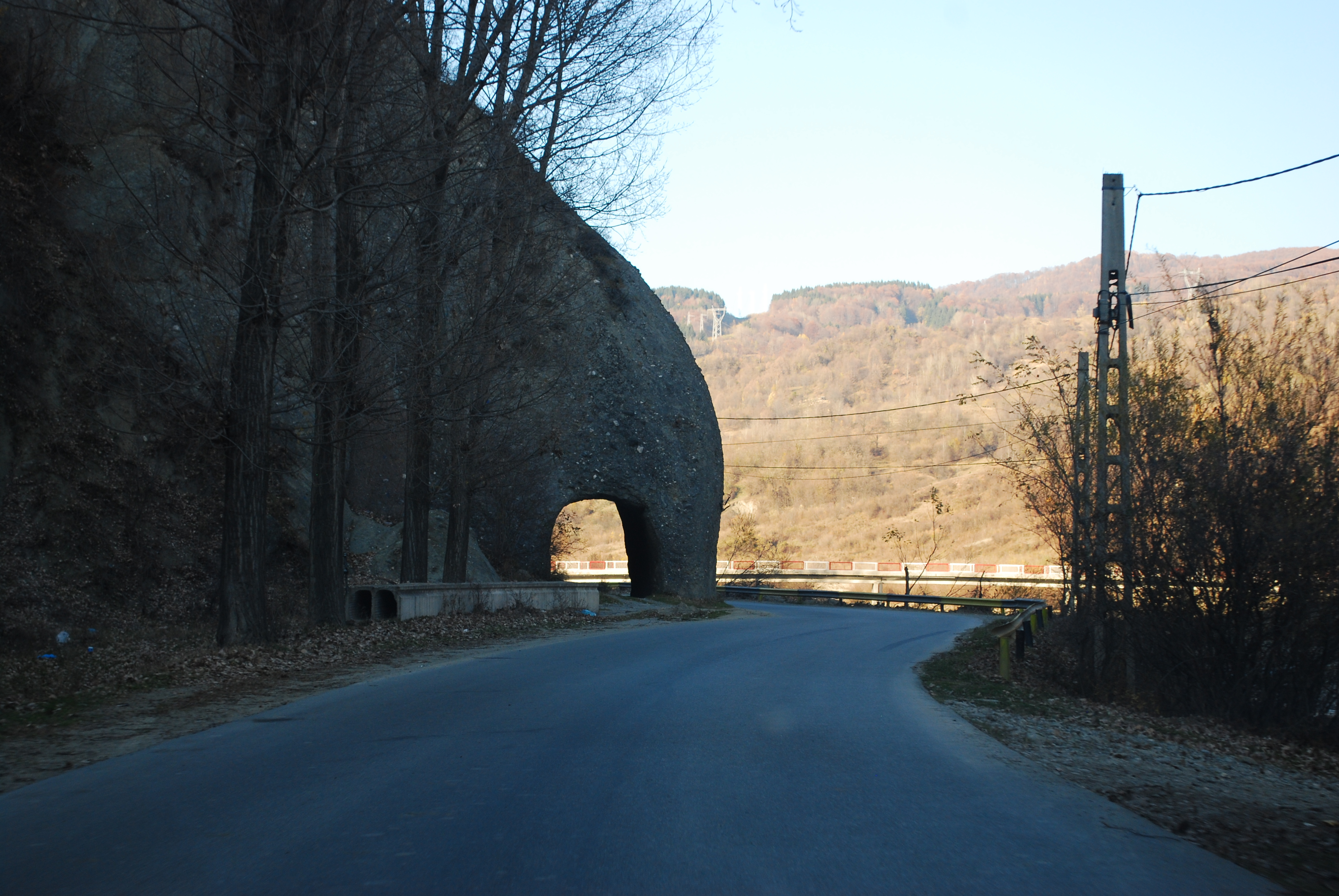
DJ102I pe Valea Doftanei

Pasul este parcurs de DJ102I Săcele (DN1A) - Pasul Predeluș - Valea Doftanei - Câmpina (DN1). Acesta este neasfaltat deocamdată (2014) pe porțiunea Valea Doftanei-Săcele.
Cea mai apropiată gară (în termeni de acces rutier) este pe Magistrala CFR 300 la Dârste (Brașov). Cele mai apropiate aeroporturi se află la București respectiv Brașov.
În apropiere se găsesc spre vest respectiv est, pasurile Predeal și Bratocea.

## Istorie
În Evul Mediu trecătoarea – care făcea parte din „Drumul Prahovei”, era parcursă de o potecă. Deoarece aceasta ocolea vama dintre Principatul Transilvaniei și Țara Românească, accesul pe aici spre Brașov a fost până în 1784 oprit de plăieșii din Săcele.
În Primul Război Mondial, aici în timpul Bătăliei Trecătorilor din 1916, Corpului 39 (alcătuit din Divizia 51 austro-ungară și Divizia 187 germană) condus de generalul von Staabs, i-au fost opuse trupe ale Diviziei 3 române (din Armata a II-a aflată sub conducerea  de Generalului Averescu). Planul de operații al Puterilor Centrale, prevedea angajarea Diviziei germane 187  în zona trecătorii pentru a asigura pe plan local fixarea trupelor române, astfel încât acestea să nu poată sări în ajutorul celor care apărau Pasul Predeal. Linia de apărare – pe plan local, a fost păstrată până la retragerea generală a armatei române spre est de după 21 noiembrie/4 decembrie 1916, ca o consecință a Bătăliei de pe Neajlov-Argeș.

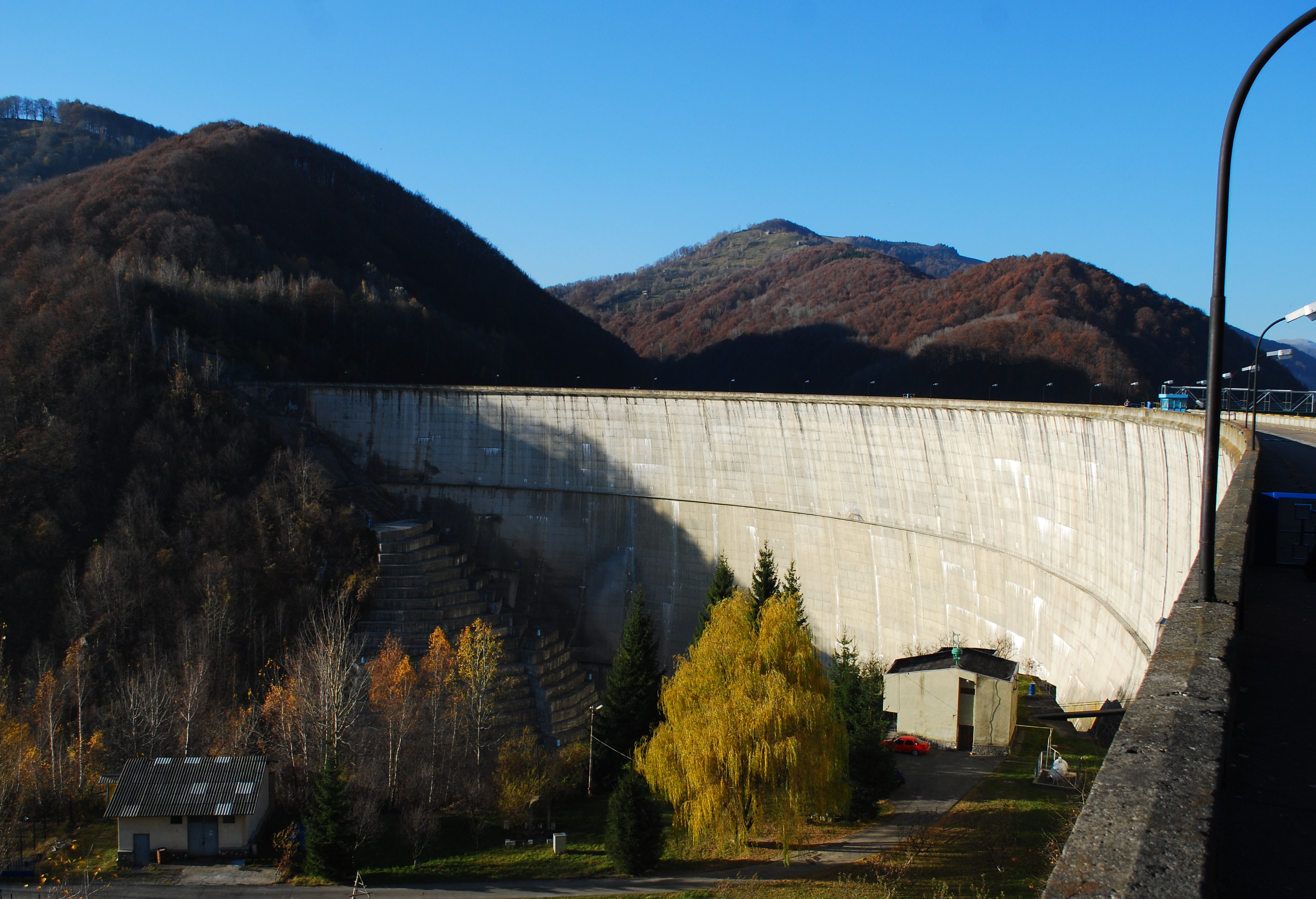
Barajul Paltinu

## Obiective turistice de interes
- Lacul și Barajul Paltinu.
- Cheile Doftanei: sunt săpate pe o distanță de 300 m în conglomerate pe drumul dinspre Câmpina, la câțiva kilometri de Lacul Paltinu.[8]
- Pădurea Glodeasa: pădure seculară virgină de fag si brad, declarată Rezervație naturală.
- Muzeul de Arte Plastice din Teșila (care conține lucrări de artă rod al edițiilor Taberei Internaționale de Artă Valea Neagră) și, Muzeul de Etnografie si Folclor din Trăisteni (cu exponate ce ilustrează viața satelor din zonă).[9]